# Yuri Romanò
Yuri Romanò (Monza, 26 de julho de 1997) é um jogador de voleibol italiano que atua na posição de oposto.

## Carreira

### Clube
A carreira de Romanò começou em 2012 nas categorias de base do Volley Bollate, no campeonato juvenil italiano. Estreou no time principal na temporada 2014–15 jogando na Série B2. Na temporada 2015–16 se transferiu para o Diavoli Rosa Brugherio, na Série B1, competindo na Série B no ano seguinte, com o mesmo clube.
Para a temporada 2017–18 foi contratado pelo Potentino Volley, na Série A2, jogando na mesma divisão também na temporada 2018–19 com o Olimpia Volley e na de 2019–20 com o Emma Villas Volley.
Estreou na primeira divisão italiana na temporada 2021–22 após fechar contrato com o Allianz Milano; enquanto na temporada seguinte assina com o Gas Sales Bluenergy Piacenza.

### Seleção
Em 2016 foi convocado para a seleção italiana sub-20, com a qual participou do Campeonato Europeu, conquistando a quarta colocação. No ano seguinte, representando a seleção sub-21, participou do Campeonato Mundial Sub-21 de 2017 na República Tcheca, ficando em nono lugar.
Em 2019 foi convocado a ingressar a seleção adulta italiana, conquistando no mesmo ano o ouro na Universíada de Verão de 2019. Em 2021 conquistou o título do Campeonato Europeu.
Disputando seu primeiro campeonato mundial adulto, marcou 13 pontos na partida final contra a seleção polonesa e levantou a taça do Campeonato Mundial de 2022.

## Títulos
Gas Sales Piacenza
- Copa Itália: 2022–23

## Clubes
| Anos      | Clube                        |
| --------- | ---------------------------- |
| 2014–2015 | Volley Bollate               |
| 2015–2017 | Diavoli Rosa Brugherio       |
| 2017–2018 | Potentino Volley             |
| 2018–2019 | Olimpia Volley               |
| 2019–2021 | Emma Villas Volley           |
| 2021–2022 | Allianz Milano               |
| 2022–     | Gas Sales Bluenergy Piacenza |